# Франко Серві
Франко Серві (ісп. Franco Cervi, нар. 26 травня 1994, Сан-Лоренсо) — аргентинський футболіст, нападник клубу «Сельта».

## Ігрова кар'єра
Народився 26 травня 1994 року в місті Сан-Лоренсо. Вихованець футбольної школи клубу «Росаріо Сентраль». У 2014 році він був включений до заявки основної команди. 9 листопада в матчі проти «Естудіантеса» Франко дебютував у аргентинській Прімері, замінивши у другому таймі Ернана Енсіну. 14 лютого 2015 року в поєдинку проти «Расінга» Серві забив свій перший гол за «Росаріо Сентраль». у тому ж році він допоміг клубу вийти у фінал Кубку Аргентини. У 2016 році в матчах Кубка Лібертадорес проти «Рівер Плейта» і бразильського «Палмейраса» Франко забив по голу.
Влітку 2016 року Серві перейшов у португальську «Бенфіку», підписавши контракт на шість років. Сума трансферу склала 4,7 млн. євро. Дебютував за нову команду 7 серпня, провівши 87 хвилин в переможному Суперкубку Португалії, в якому забив перший гол свої команди і здобув свій перший у кар'єрі трофей. Відтоді встиг відіграти за лісабонський клуб 2 матчі в національному чемпіонаті.

## Досягнення
- Чемпіон Португалії (2):

«Бенфіка» : 2016-17, 2018-19
- Володар Кубка Португалії (1):

«Бенфіка» : 2016-17
- Володар Суперкубка Португалії (3):

«Бенфіка» : 2016, 2017, 2019